# Veliki Rastovac
Veliki Rastovac je naselje u Republici Hrvatskoj, u sastavu Općine Crnca, Virovitičko-podravska županija. 

## Stanovništvo
Prema popisu stanovništva iz 2001. godine, naselje je imalo 264 stanovnika te 95 obiteljskih kućanstava.
| broj stanovnika |       |       |       |       |       | 118   | 418   | 513   | 679   | 679   | 529   | 441   | 332   | 293   | 264   | 238   | 193   |
|                 | 1857. | 1869. | 1880. | 1890. | 1900. | 1910. | 1921. | 1931. | 1948. | 1953. | 1961. | 1971. | 1981. | 1991. | 2001. | 2011. | 2021. |

## Poznate osobe
- Josip Klobučar, zrakoplovac, trofejni športski letač
- Rudika Vida, nogometni trener